# طایفه زند

طایفه زند از اقوام ایرانی به‌شمار می‌آمدند که در میانه زاگرس و دشت‌های همدان به روش دامداری می‌زیستند دانشنامه ایرانیکا زندها را ایرانی‌تبار و طایفه‌ای شبانی از شاخهٔ لک و در ادامه لکها را گروهی از «لرهای شمالی» می‌داند که در زاگرس داخلی و دشت همدان سکوت داشته‌اند. دائرةالمعارف اسلامی طایفه زند را یکی از طایفه‌های لرهای شمالی به شمار می‌آورد.

## ریشه
دانشنامه بریتانیکا که به زندگی‌نامه کریم خان زند (سر سلسلهٔ این خاندان) پرداخته، کریم خان زند را حاکمی ایرانی از قبیله‌ای فروتن معرفی کرده اما به‌طورمستقیم به قومیت یا تعلق ایلی زندی‌ها اشاره‌ای نکرده است.
دودمان زند به رهبری کریمخان زند در سال ۱۱۶۳ هجری شمسی در ایران به قدرت رسیدند.
شرفنامه بدلیسی آورده که خوانین زند خود را از قوم لر معرفی می‌کردند.
دانشنامهٔ جهان اسلام زندها را از طایفه‌های لک می‌داند که به گفتهٔ این منبع «شاخه ای از ایل لر» بوده‌اند. علیمراد خان زند ششمین حاکم زند، جد خود ایناق خان زند را لر می‌داند و در ادامه خود را لر توصیف می‌کند. 
ویلیام فرانکلین در کتاب «از بنگال به ایران» ایل زند را یکی از طایفه‌های لک معرفی کرده‌است.
در کتاب «پیشینهٔ ایرانیان» تألیف عبدالعظیم رضایی زندیان از ایل لک و از طایفه‌های لر معرفی شده‌اند. در کتاب «تهران به روایت تاریخ» اثر مسعود نوربخش از زندها به عنوان طایفه‌ای لک از ایل زند یاد شده‌است که در روستای دیه پری در ملایر به شغل گله داری اشتغال داشتند.
دائرةالمعارف شرح حال رجال ایران که به تاریخ زندگی رجال ایران در سده‌های ۱۲، ۱۳ و ۱۴ هجری می‌پردازد، زندیه را شاخه‌ای از طایفهٔ لک می‌داند و به نقل از سر جان ملکم راجع به وجه تسمیه زند چنین می‌آورد: «برخی بر آنند که این طایفه را زند به جهت آن خواندند که زرتشت محافظت از کتاب زند اوستا را به ایشان محول کرده بود.»
در کتاب ایران نامک نوشته شده کریم خان زند به‌طورمعمول به زبان لری یا فارسی سخن می‌گفت.
کتاب «تاریخ مفصل اسلام» که بخشی از آن به تاریخ ایران پس از اسلام اختصاص یافته، با اشاره به نام کریم خان، طایفهٔ زند را شاخه‌ی کوچکی از طایفهٔ لک می‌داند.
بسیاری از منابع، زندها را از مردم لک می‌دانند.
سلسلهٔ زندیه به دست کریم‌خان زند، رئیس طایفه زند بنیان نهاده‌شد. به عقیده برخی، از دوران حکومت آل بویه از سده دهم میلادی به این سو خاندان زند نخستین خاندان ایرانی بود که بر ایران حکم‌رانی کرد.
طایفهٔ زند گروهی بودند با معیشت شبانی که در اراضی دامنهٔ زاگرس دهستان پری و کمازان در نزدیکی ملایر امروزی زندگی می‌کردند و به وسیله نادرشاه به خراسان کوچ اجباری شده و در دره گز اسکان داده شدند. در برخی منابع نیز زند و لک جدا از هم ذکر شده‌اند. در کتاب «کریم خان زند نیکوترین زمامدار تاریخ ایران» تألیف پناهی سمنانی آمده که زندها به‌دلیل عدم شهرت به لک معروف شدند. ولی به‌طور کلی همهٔ منابع کریم‌خان و جانشینان او را از طایفهٔ زند می‌دانند. برخی نیز معتقدند زندها ممکن است کرد باشند.

## تقسیمات ایلی
رسالهٔ دکتری جان. ر. پری دردانشگاه کمبریج در سال ۱۹۶۹میلادی در مورد کریم‌خان زند، طایفهٔ زند را این گونه معرفی کرده‌است:
«طایفهٔ زند سه تیرهٔ مشخص دارد:
- زند بگله
- زند هزاره
- خراجی

تشمال کریم (کریم خان زند) از تیرهٔ زند بگله بود. تیرهٔ زند بگله مهم‌ترین تیرهٔ طایفهٔ زند به حساب می‌آمده‌است. طایفهٔ زند گروهی بودند با معیشت شبانی که از اراضی دامنهٔ زاگرس به دهستان پری و کمازان در نزدیکی ملایر کوچ کرده بودند.»

## پراکندگی

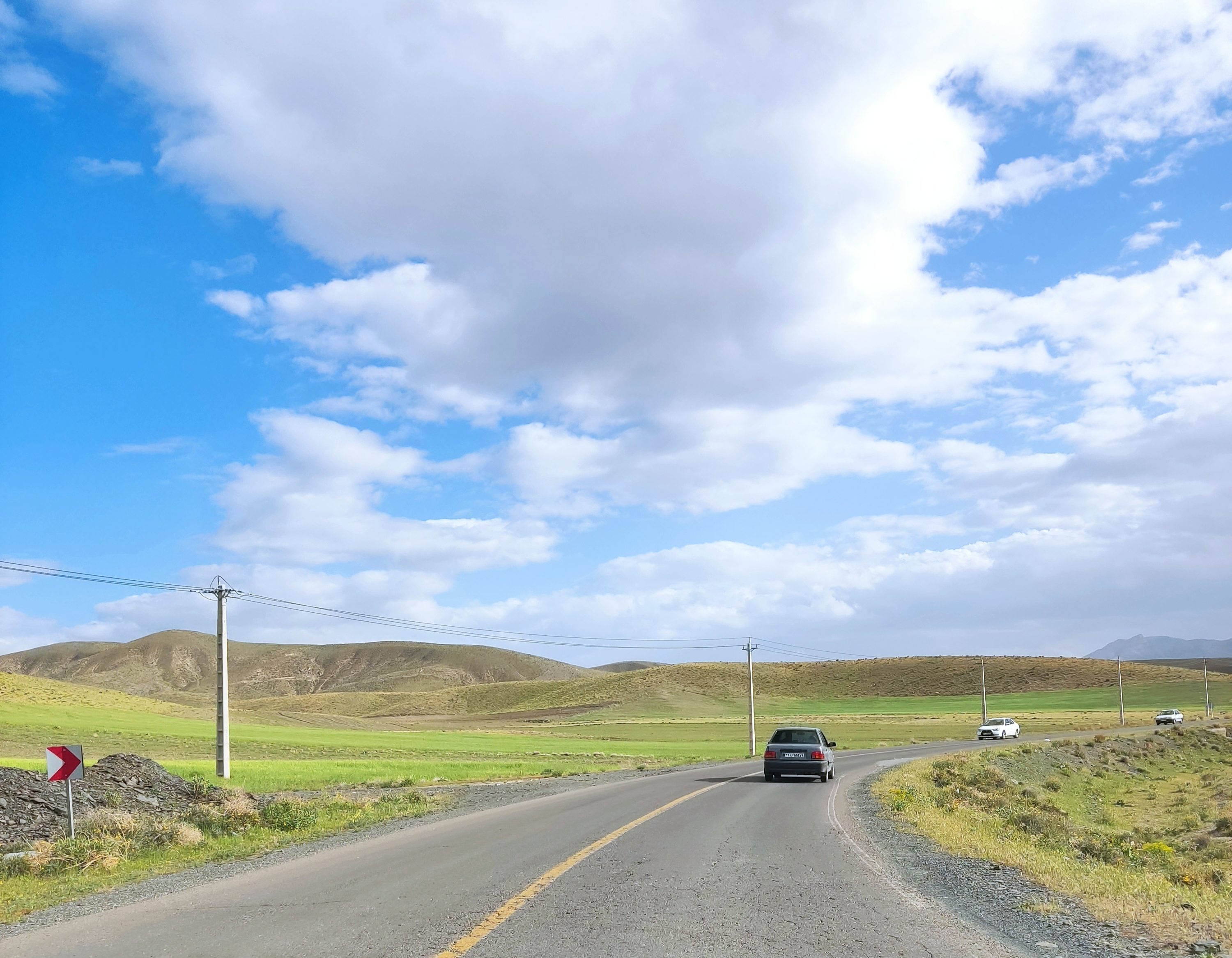
دشت زند ملایر، مرکز اصلی سکونت طایفه زند

زمانی که شمار جمعیتی این خاندان، افزایش می‌یابد، قدرت آنان نیز در منطقه سکونتشان روبه گسترش می‌نهد و گروه‌های دیگری از مردان اطراف آنان بدان‌ها می‌پیوندند و سه تیره به نام‌های: زند بلگه، زند هزاره و زندخراجی را تشکیل می‌دهند. در نتیجه کوچاندن عده‌ای از آنان از سوی آغامحمدخان قاجار به لرستان و کوچ کردن گروه‌های دیگر از آنان به سوی عراق به دلایلی مختلف پراکنده شده‌اند و در مناطق ذیل پس از کریم خان زند (وکیل‌الرعایا)، سلسله زندیه رو به سقوط رفت، تا جایی که بازماندگان این طایفه را به شهرهای بد آب و هوا و دور از شیراز (پایتخت حکومت)، قم، گرمسار، ورامین، خراسان، ملایر، جنوب تهران (یافت آباد) تبعید کردند و عده‌ای به کوه‌های جوپار واقع در استان کرمان و ایذه در استان خوزستان پناه بردند. امروزه افرادی از تبار طایفهٔ «زند» در استان‌های خراسان، لرستان، همدان، کردستان، کرمانشاه، فارس، کرمان، تهران، قم، سمنان و خوزستان پراکنده شده‌اند.
کرمان: باستانی پاریزی یادآوری می‌کند: یک تیره از زندیان که لقب حسین‌شاهی داشتند و خود حسین‌شاه نوهٔ صادق‌خان برادر کریم‌خان بود، در جوپار (منطقه‌ای خوش آب و هوا) به‌دلیل ضعف حکومت ناصر الدین شاه با زدن سکه بر چرم شتر و با کمک سربازان وفادار به زندیه حکومت می‌کرد؛ و روی سکه اش چنین شعری نوشته بود:
| زد حسین شاه سکه بر چرم شتر |  | هر که را جرأت بود چغری گدر (واژه ترکی آذری) |

فرزندان وی به نام‌های آقاجان مشهور به آغ‌جان‌خان و برادر دوقلویش آقاغلام‌علی، آقامحمداسماعیل، حاج یدالله‌خان مشهور به حاجی‌خان، ابراهیم‌خان مشهور به دکتر معین که حکیم حاذق وقت بود، بی‌بی سروی و بی‌بی فاطمه بودند.
فارس: یک تیره که امروزه با نام خواجه‌پور، خواجه‌پور تادوانی، خواجه، و خواجه‌دوانی در دو روستای تادوان خفر، و دوان کازرون و نیز در شیراز و کرمان و بوشهر ساکن می‌باشند.
قم: اسکندرامان الهی می‌گوید: پنج تیره از عشیره زند در نزدیکی قم اسکان یافته‌اند و همچنین بدین اشاره می‌کند: کلانتر زندیان همراه با عشیرهٔ کشکولی کوچک می‌زیند و زمستانان در منطقه «هنگام» و تابستان‌ها نیز در منطقهٔ کاکان جای می‌گیرند. علاوه بر این تیره‌ای از زندیان، خاندان حسن آقای زندی با عشیره کشکولی بزرگ همزیستی دارند و در مناطق فارس و شیراز و قشقایی موجودیت دارند.
خانقین: محمدعلی سلطانی می‌گوید: چهار تیره از زندیان به نام‌های: محمد صالح، آغاطاهر، طاهرخان و علیان‌خانی در منطقهٔ خانقین اسکان یافته‌اند.
سنندج: ایرج افشار سیستانی اثبات می‌کند چند تیره از عشیرهٔ زند در منطقه سنندج سکونت دارند و کار آنان کشاورزی و دام‌پروری است و دارای مذهب شافعی هستند.
کرکوک: لیلا نامق در مورد تیره‌ای از عشیرهٔ زند بحث می‌کند و در هر دو روستای کوله‌جوب و خجی‌سروه در منطقهٔ قره‌تپه و کفری سکونت دارند و براساس سرشمار ی سال ۱۹۵۶ میلادی، تعداد آنان ۷۳۷ نفر بوده‌است.
خراسان: علی میرنیا بدین اشاره می‌کند که تیره‌هایی از عشیرهٔ زند در هردو منطقهٔ درگز و نوخندان و کلات در استان خراسان اسکان گزیده‌اند.
بغداد و دیاله: عباس عزاوی اینار روشن می‌کند: چند تیره‌ای از عشیرهٔ زند در سواحل رودخانه دیاله در روستاهای جوسه‌تپان، للبن، قیچی، قوبه، بان‌سنوق، کوکز، اجیلر، هودلی و تپه‌علی ساکن می‌باشند.
ایذه: تیرهٔ زندی که امروز از طایفهٔ اورک باب دینارونی و هفت‌لنگ لر بختیاری شمرده می‌شوند.

## کوچ طایفهٔ زند به کهگیلویه وبویراحمد و فارس بعد از فوت کریمخان زند
تعدادی از طایفه زند چون وضعیت را نامناسب دیدند و بزرگان طایفه زند هرکدام برای رسیدن به قدرت دست به کشتار یکدیگر زده بوده‌اند و اتحاد طایفه از هم پاشیده بود و آقامحمدخان به شیراز به کرات حمله می‌کرد، شبانه و مخفیانه به سمت کوهستان‌های سخت گذر بویر احمد حرکت کردند تا جان زن و فرزندانشان در امان باشد. تا زمانی که دودمان عوض شد در همان‌جا می‌زیستند و بعد از مرگ آقامحمدخان که کینهٔ این طایفه را بر دل داشت و قتل‌عام این طایفه به پایان رسید، باز ماندگان طایفه به یاسیچ یا همان یاسوج کنونی کوچ کردند و آنجا اقامت گزیدنند. در این مدت صاحب مال شدند. بعد سالیانی چند حاج نیاز بزرگ طایفه به اردکان فارس هجرت نمود و ایشان برای همیشه در این مکان اقامت کردند. بعد از حاج نیاز فرزندش حاج علی خان وحاج باباخان و فرزندان ایشان بر بلوکات اردکان فارس خانی و کلانتری کردند و از این طایفه در فارسنامه ناصری یاد شده‌است. ایشان کلیه دهات مجاور را خریداری کردند و خراج سالیانه حکومت را یکجا می‌پرداختند این طایفه برای قدردانی از زحمات حاج نیاز بعدها نام خانوادگی نیازی را برای فامیل خود انتخاب کردند از حاج نیاز قران‌های خطی بر پوست آهو برای وراث آن به جای مانده‌است؛ و در دوره پهلوی که مبارزات علیه خوانین آغاز شده ایشان بدون مقاومت قدرت را به حکومت مرکزی تحویل دادند.
از دیگر بازماندگان طایفه زند که به یافت آباد از مناطق تهران کنونی تبعید شده بودند نیز در اواخر دوره قاجاریه هرمزخان زند، رضا قلی بک میرزا و بعد از او مرتضی خان زند معروف به مرتضی خان یافت آبادی موفق به تملک یافت آباد، اسلام شهر و روستاهای اطراف شدند که البته در رابطه با این مالکیت همواره باعبدالحسین میرزا فرمانفرما معروف به شازده فرمانفرما از شاهزادگان صاحب نفوذ قاجار اختلافاتی وجود داشت که در نهایت پس از نزاعی طولانی و خشونت بار در دوران پهلوی اول با رأی دادگاه مالکیت یافت آباد به خوانین زند رسید. مرتضی خان یافت آبادی نیز همچون دیگر اقوام خود جوانمرد و مردم دار بود و به عنوان یکی از پیشگامان اصلاحات ارضی بخش عمده‌ای از زمین‌های یافت آباد را به صورت داوطلبانه به مردم واگذار کرد. مقبره رو به تخریب وی در قبرستان یافت آباد واقع شده‌است. گروهی از زندیه نیز در مناطق سرحد شمال فارس کنونی دارای املاک بوده و مردانی پهلوان و جنگجو داشته‌است. این خاندان پرداختند رئیس محمدعلی فرزند پنجعلی خان فرزند شیخعلی خان زند (عموی کریمخان) بودند که در تاریخ حکومت قاجار چندین بار با گماشتگان قاجاریه در منطقه سرحد به جنگ و نبرد پرداختند.
همچنین گروهی از طایفهٔ زند از تیرهٔ زند خراجی در سعید آباد شهریار ساکنند. زمان کوچ و اسکان آن‌ها در سعید آباد با توجه به سنگ قبرهای یافت شده در امامزاده عبدالله سعید آباد حدود۲۳۰ الی۲۵۰ سال پیش تخمین زده می‌شود که مقارن است با اواخر دوره سلسله زندیه. این گروه جزو ملاکین منطقه بوده در دورهٔ قاجار و پهلوی در زمره خوانین شهریار بوده‌اند و از بزرگان ایشان می‌توان کدخدا حسینقلی زند و فرزند ایشان باقرخان زند را نام برد، هم‌اکنون نیز در سعید آباد شهریار خیابانی بنام باقر خان زند نامگذاری شده‌است.

## نام‌های دیگر
نام‌های زیر از طایفه‌های «زند» به‌شمار می‌آیند:
زند، زندی، کریم خانی، زندی یکتا، زند حقیقی، زندپور حسین‌شاهی، شفا زند، ژند، زند اعظم، زند مقدم، زندی‌پور، پورزند، زند وکیل، زند وکیلی، وکیلی، زنداقطاعی، زند زمانی، زند کریمی، زند کشکولی، شمس‌اللهی، مقیمی زند، زند خانه‌شهری، زندباف، زند کریم‌خانی، زند لک، زند یافت‌آبادی، زند بابارئیسی، زندیه، لشنی زند، لشنی، خواجه‌پور، زند تابنده، قدیمی، خواجه‌پور تادوانی، خواجه، خواجه‌دوانی، زندبینا، کرمی، زندی گوهرریزی، زند بصیری